# Císařské slavnosti

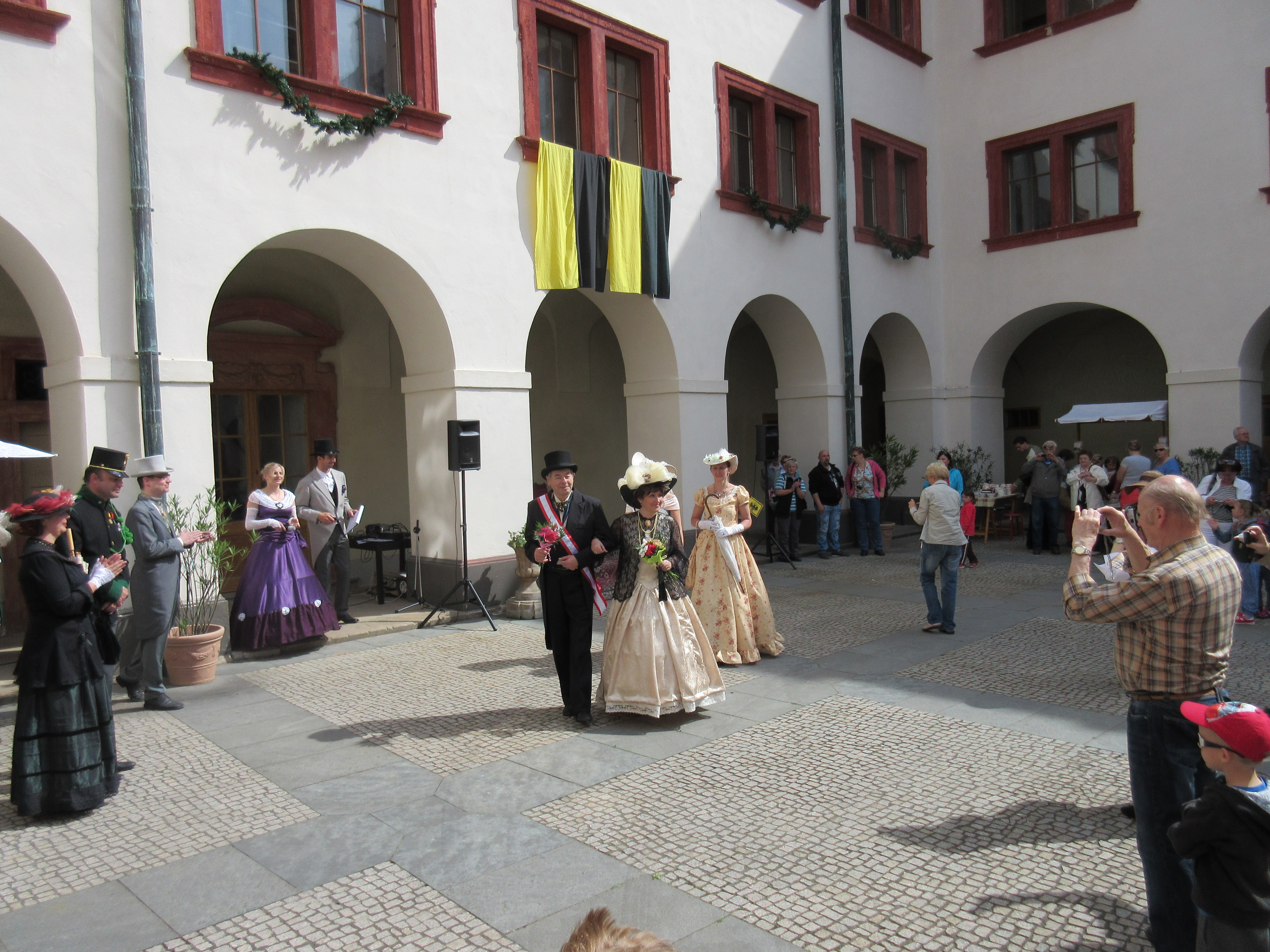
Císařský pár, herci na nádvoří zámku v roce 2015

Císařské slavnosti jsou poměrně novou společenskou akcí města Zákupy, která navazuje na historii zákupského zámku a mnohaletého pobytu excísaře Ferdinanda I. Dobrotivého. Zámek (po roce 1918 státní) patřil desítky let Habsburkům a hostil i další císaře a panovníky Evropy.

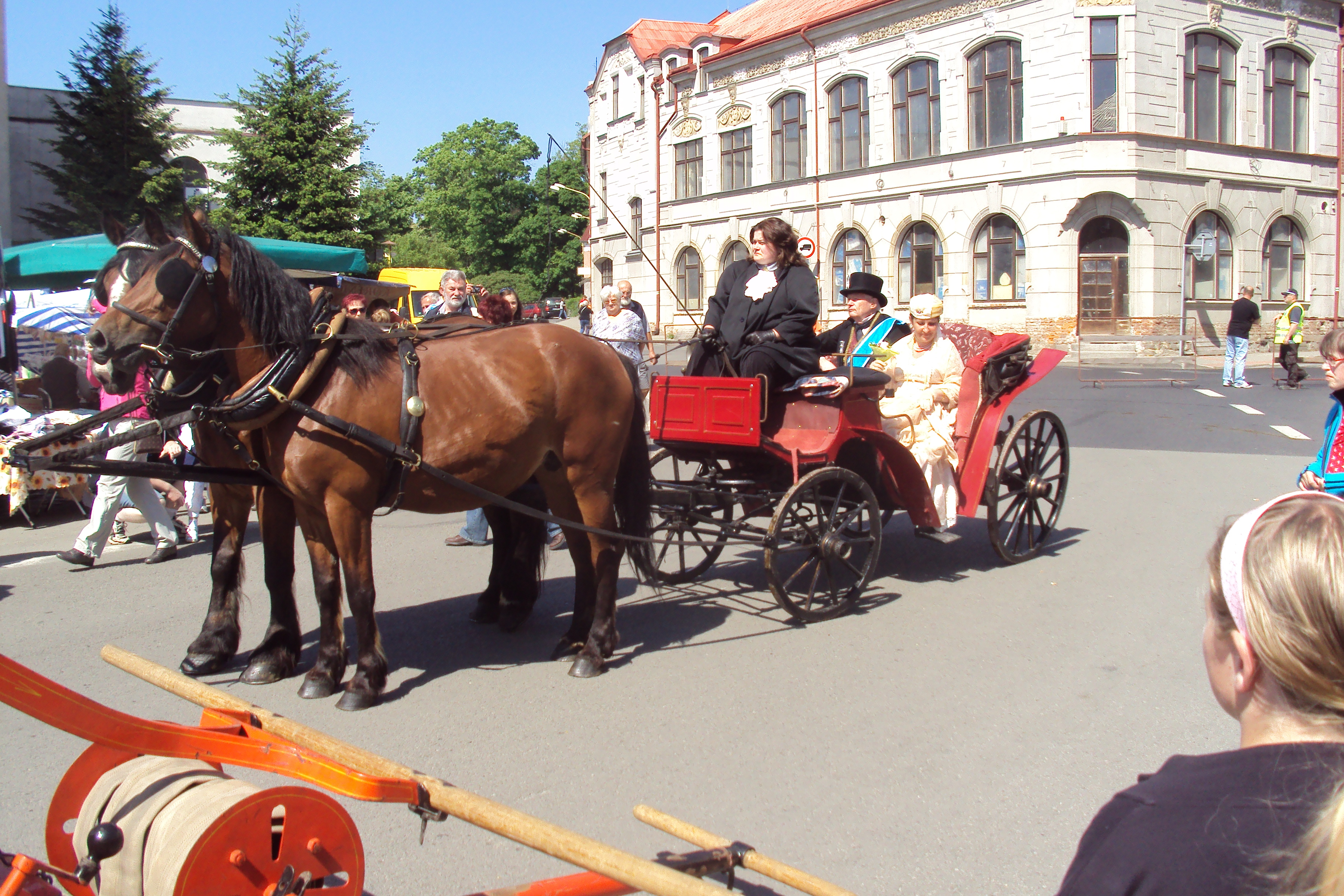
Kočár v roce 2012 na náměstí

## Vznik slavností
V Zákupech existují od roku 1999 tradiční Zákupské slavnosti. Některé počáteční ročníky svou náplní navazovaly částí svého bohatého programu na historii zákupského panství a zdejšího zámku patřícího do roku 1918 Habsburkům. 

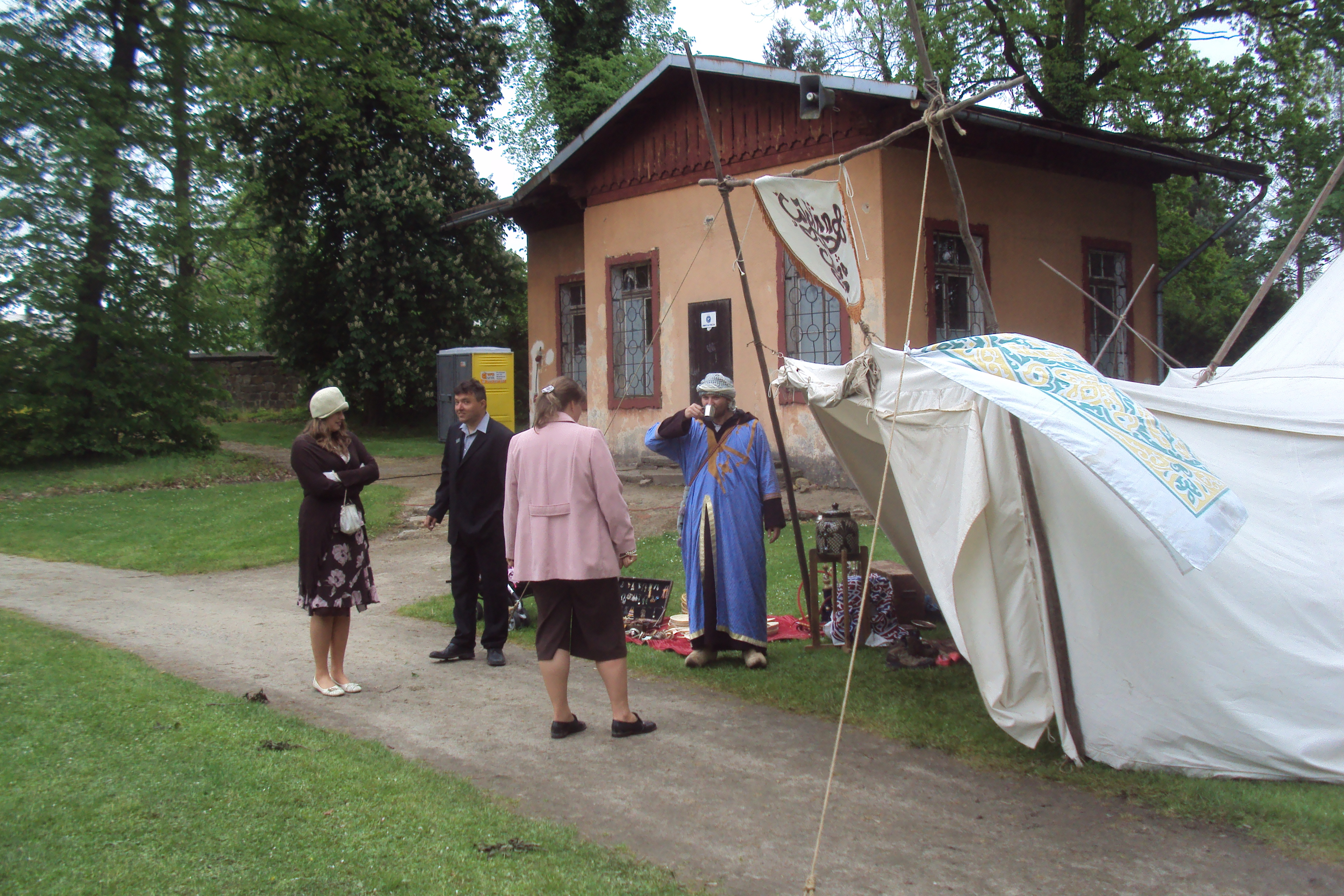
Stánek s čajovnou, zámecký park, rok 2014

V roce 2011 byla založena společenská organizace, nyní zapsaný spolek, Kultura Zákupy, která se rozhodla věnovat se „císařské“ historii více a v roce 2012 uspořádala s pomocí města první Císařské slavnosti. Slavnosti se vyvedly, nicméně kvůli své náročnosti a dalším regionálním problémům v roce 2013 se druhý ročník nepořádal.
Ten se podařilo úspěšně zorganizovat v roce 2014 a o tradici lze hovořit po zdařilém třetím ročníku v červnu 2015. Velký podíl patří také vedení města, které akci dotuje a od roku 2014 vedení zámku, které se podílí nejen poskytnutím prostor zámeckého areálu (zámek, nádvoří, park), ale i programem.  

## K jednotlivým ročníkům

### I. ročník v roce 2012
Byl pořádán na náměstí a přilehlé Mimoňské ulici v sobotu 19. května. Na programu se podíleli mimo pořádající Kultury Zákupy město, zákupští chovatelé drobného zvířectva, hasiči z Nového Oldřichova, Klub vojenské historie Česká Lípa, zákupští baráčníci a DS Havlíček. Vystoupilo zde dětské divadlo Klubíčko z Cvikova, z Nového Boru divadlo Matýsek, Sklářská muzika a Ajeto dixilend, klub historických kol z Dubé a řada drobných atrakcí.

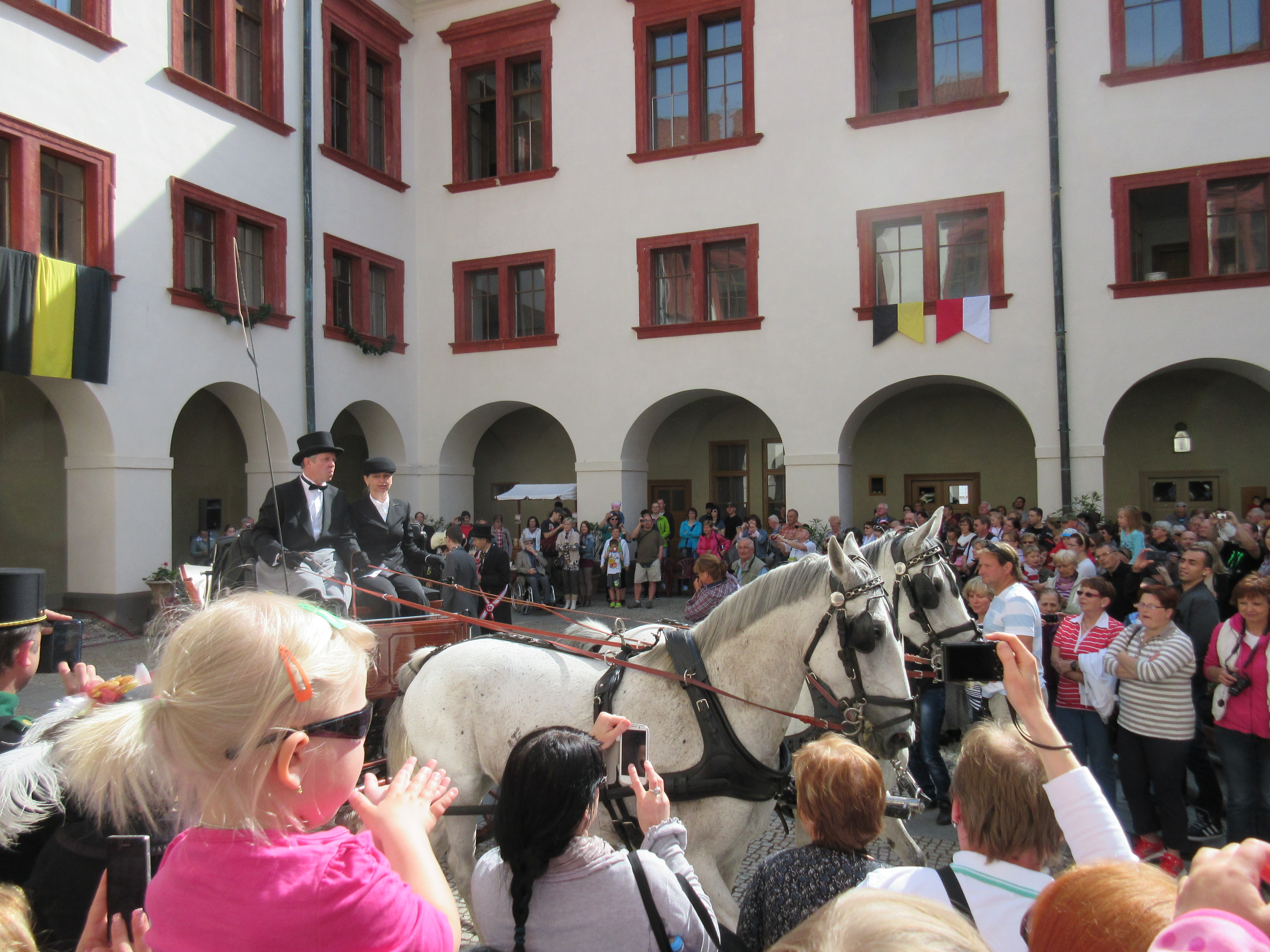
Kočár v roce 2015 na nádvoří zámku

### II. ročník v roce 2014
Deštivé počasí slavnosti příliš nepřálo a část odpoledního programu byla zrušena, diváci odešli. Dopolední část byla podle připraveného programu, herci z DS Havlíček i starosta města vystoupili v císařských úborech, jely se závody historických kol, podíleli se baráčníci, KVH Česká Lípa a další. 

### III. ročník v roce 2015

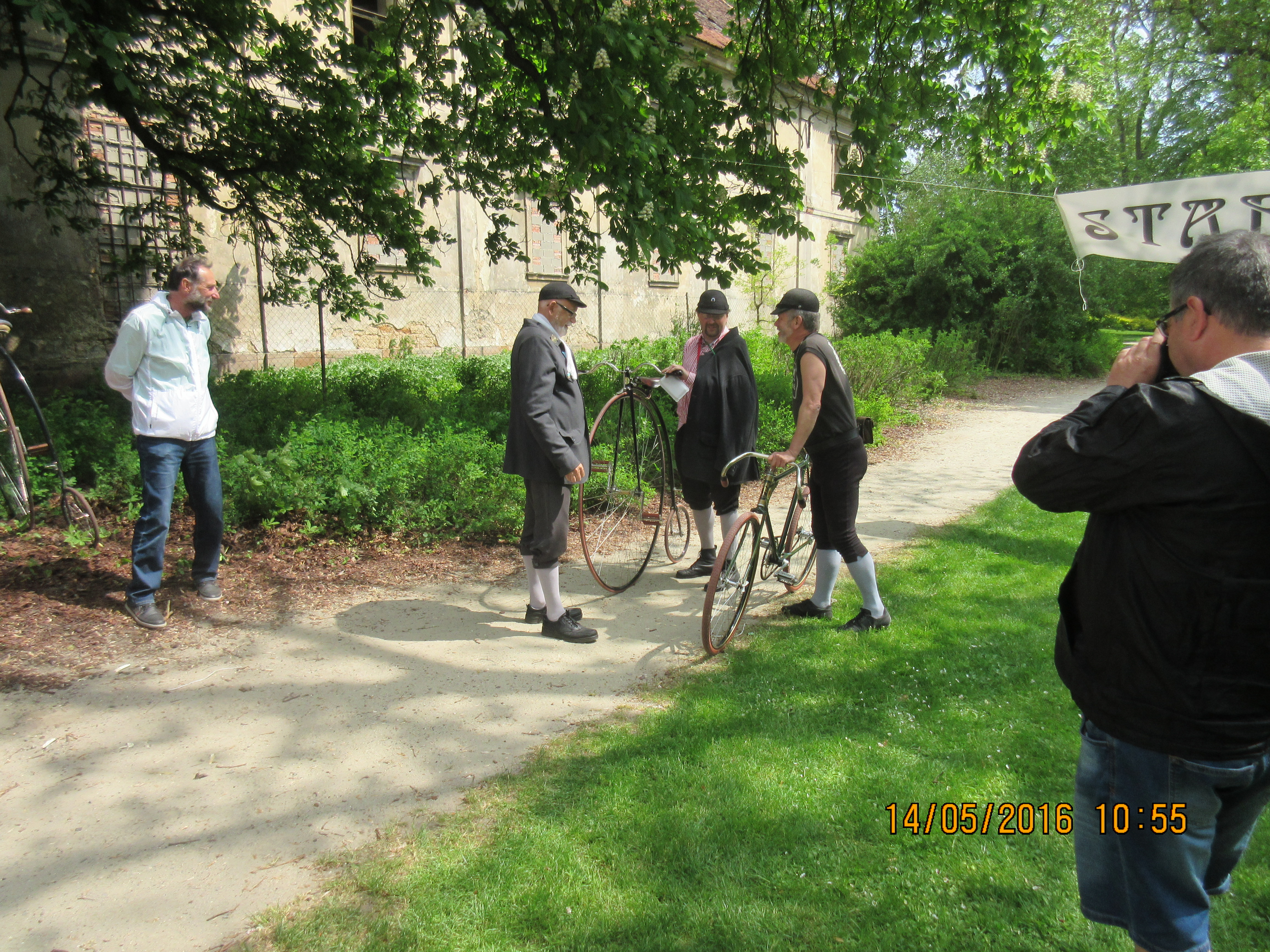
Velocipedisté u startu, rok 2016

V sobotu 16. května byl program slavností připraven a uspořádán jednak na obou nádvořích zámku a v přilehlé anglické zahradě. Opět se jel závod historických velocipédů, vystoupilo divadlo pro děti Klubíčko ze Cvikova, vystoupili zde myslivci, kynologové, lukostřelci, hudební soubory Villanella z Liberce, DFXŠ Maestro z Jablonce, prezentoval se zde Klub vojenské historie. Vydařený program i díky příznivému počasí.

### IV. ročník v roce 2016
Slavnosti byly ve dnech 12. až 14. května na zámku a v jeho parcích. Byly zahájeny přednáškou a koncertem k 700. výročí narození císaře Karla IV., hlavní program byl v sobotu věnován působení císaře Františka Josefa I. na zdejším zámku. Fanfáry, baráčníci, zpěv a tanec dětských souborů na nádvoří, odpoledne v parku jízda historických kol, lukostřelci a soutěž pro děti s jejich psy.